# バンダイナムコグループ
バンダイナムコグループ（英: Bandai Namco Group）は、バンダイナムコホールディングスを中心核とする日本のエンターテインメント企業グループ。略称は「バンナム」。
主に玩具・模型を中心としたトイホビー事業、家庭用ゲーム・スマートフォンアプリゲーム・アーケードゲームを中心としたゲーム事業、映像ソフト・音楽ソフト・イベント興行・アニメ制作を中心とした映像・音楽事業を中核事業にしているのが特徴である。

## 概要
前身となるグループ企業8社（旧バンダイ・旧ポピー・バンダイ模型・マミート・セレンテなど）が大合同して設立したバンダイ、キャラクター版権（知的財産権）事業やプライズ事業などで知られるバンプレスト、家庭用・業務用ゲーム最大手企業の一つであるバンダイナムコエンターテインメント、テーマパークやアミューズメント施設の運営を行うバンダイナムコアミューズメントが中心となって形成している企業集団である。
バンダイとしては仮面ライダーシリーズやウルトラシリーズ、スーパー戦隊シリーズの3大特撮ヒーローに機動戦士ガンダムシリーズ、ゴジラシリーズ、ガメラシリーズ、ドラゴンボール等の商品化権利を独占的に所有している。これらに関連する玩具・キャラクターグッズの取引により、東映グループ・円谷プロダクションやサンライズなどと関係が緊密で、こうしたキャラクター玩具の分野では国内随一といえる。また、1980年代以降の経営多角化の一環で、これらキャラクターを題材にした映像・音楽ソフト・ゲームの各種事業に参入。現在では連結子会社バンダイナムコミュージックライブの音楽レーベル・ランティスが、業界大手のアニメソングレーベルに成長した。またバンダイナムコエンターテインメントの持つ、ゲーム開発の技術力の高さやこれまでの作品のキャラクター資産、そしてアミューズメント施設、特に近年ではフードテーマパークの運営ノウハウを持つバンダイナムコアミューズメントなど、価値のある分野が多い。さらに現在では、子供向け商材のみならずアイドルマスターシリーズやラブライブ!シリーズ、アイドリッシュセブンなどのアニメファンやマニア層向けの有力なコンテンツを豊富に持っており、それらのコンテンツを核としたゲーム・アニメ・イベントなどの展開も盛んにおこなわれている。
統合後しばらくはナムコの方が日本国外での知名度が高いからか、グループ企業の多くの英語名は「Namco Bandai」の順であった（同じような例は三井住友銀行などにもある）が、2014年に「Bandai Namco」の順に統一した。またナムコブランド他が併存していた作品のレーベルもバンダイナムコブランドに統一された。グループ名については以前から「Bandai Namco」の順である。また、ナムコの看板キャラクター兼、企業アイコンであったパックマンは統合後から今日までグループのマスコットキャラクターであり続けている。

### 傘下企業の再編
2005年9月に持株会社バンダイナムコホールディングスを設立し、バンダイとナムコとの間で経営統合を行った。2006年4月にコンピュータゲーム部門をバンダイナムコゲームスに統合、2007年には上場していたバンプレスト、バンダイロジパル、バンダイビジュアル、バンダイネットワークスをTOBにて完全子会社化。さらにバンプレストのゲーム事業をバンダイナムコゲームスに移管・統合し、アミューズメント系子会社もナムコ傘下に移動するなどの再編があった。
2015年4月1日付でコンテンツSBU（戦略ビジネスユニット）の中核企業であるバンダイナムコゲームスが、バンダイナムコエンターテインメント（BNEI）に社名変更。同時に、BNEIを中核とするコンテンツSBUと、ナムコを中核とするアミューズメントSBUが再編され、BNEIを中核企業とする「ネットワークエンターテインメントSBU」と、バンダイビジュアルを中核企業とする「映像音楽プロデュースSBU」に再編された。
2018年4月1日付でグループ体制を再々編し、トイホビーSBUのうちバンダイのプラモデル・フィギュア等のハイターゲット向け事業とバンプレストのコンビニエンスストア等向け景品事業を統合したBANDAI SPIRITSを設立。BNEIからアミューズメント機器事業部門を分離してナムコに統合すると共に商号をバンダイナムコアミューズメントに変更。同社を主幹とする「リアルエンターテインメントユニット」が発足した。同時にバンダイビジュアルとランティスを合併し、バンダイナムコアーツに商号変更。映像音楽プロデュースSBUから独立する形でサンライズが主幹となって新規IPを創出する「IPクリエイションユニット」を発足させ、トイホビー・ネットワークエンターテインメント・リアルエンターテインメント・映像音楽プロデュース・IPクリエイションの5ユニット体制に改められた。
2020年8月7日にユニットを再編する予定であることを公表。2021年4月にトイホビーとネットワークエンターテインメントを統合し『エンターテインメントユニット』に、映像音楽プロデュースとIPクリエイションを統合して『IPプロデュースユニット』に、また、リアルエンターテインメントを『アミューズメントユニット』に改称。以上により、エンターテインメント・IPプロデュース・アミューズメントの3ユニット体制に改められた。
2022年4月1日にはIPプロデュースユニットに属する企業の再編が行われた。サンライズを存続会社としてバンダイナムコアーツの映像事業とバンダイナムコライツマーケティングを統合した映像事業会社であるバンダイナムコフィルムワークスと、バンダイナムコアーツを存続会社としてサンライズミュージックとバンダイナムコライツクリエイティブを統合した音楽・ライブイベント事業会社であるバンダイナムコミュージックライブの2社体制に移行した。
2025年4月1日にはユニットの組織体制を変更予定で、エンターテインメントユニットを分割し、デジタル事業とトイホビー事業をそれぞれ単独のユニットにするほか、IPプロデュースユニットの名称を映像音楽ユニットに変更、アミューズメントユニットは新たにユニット統括と施設・業務用機器コンテンツの企画・販売を担うバンダイナムコエクスペリエンスを設立し、バンダイナムコホールディングスから統括業務を分割承継、バンダイナムコアミューズメントは施設運営業務に特化させる事になっている。

## グループ企業（国内）
太字は各ユニットの主幹会社。
持株会社
- バンダイナムコホールディングス

エンターテインメントユニット（デジタル事業）
- バンダイナムコエンターテインメント
  - ディースリー・パブリッシャー
  - バンダイナムコスタジオ
    - バンダイナムコフォージデジタルズ
    - バンダイナムコ研究所

  - バンダイナムコネットワークサービス
  - バンダイナムコネクサス
  - バンダイナムコセブンズ
  - バンダイナムコエイセス（ILCAとの合弁会社）

エンターテインメントユニット（トイホビー事業）
- バンダイ 
  - BANDAI SPIRITS
    - バンダイナムコヌイ

  - バンダイナムコクラフト
  - サンスター文具（旧セイカを統合、2013年10月1日より連結入り）
  - メガハウス
  - プレックス
  - バンダイナムコプライズマーケティング
  - アートプレスト（印刷・デザイン）
  - ハート（食玩事業）

IPプロデュースユニット
- バンダイナムコフィルムワークス
  - バンダイナムコピクチャーズ
    - スタジオダブ

  - アクタス
  - エイトビット

- バンダイナムコミュージックライブ
  - バンダイナムコベース

- 創通
  - 創通音楽出版

アミューズメントユニット
- バンダイナムコエクスペリエンス
  - バンダイナムコアミューズメント
    - 浅草花やしき
    - バンダイナムコアミューズメントラボ

  - バンダイナムコテクニカ

関連事業
- バンダイロジパル・ロジパルエクスプレス（物流）
- ハピネット（卸売業）
- バンダイナムコビジネスアーク
- バンダイナムコウィル（障害者雇用を目的とした特例子会社）
- バンダイナムコ島根スサノオマジック（プロバスケットボールチーム）
- ジェイ・ブロード（就職情報誌の発行、人材紹介業。元々は創通の子会社だった）

## かつて存在したグループ企業
- ポピー（→プレックス）
- セイカ（サンスター文具に事業譲渡）
- バンダイネットワークス（バンダイナムコゲームスに吸収合併）
- バンダイ・デジタル・エンタテイメント
- サンライズインタラクティブ（廃業し解散）
- アニメチャンネル（バンダイビジュアルに吸収合併）
- ミューラス（廃業し解散）
- エモーション（バンダイビジュアルに吸収合併）
- 科研（メガハウスに吸収合併）
- ビーアイ（メガハウスに吸収合併）
- エンジェル（メガハウスに吸収合併）
- ベック（バンプレソフトと合併しB.B.スタジオへ移行）
- バンプレソフト（ベックと合併しB.B.スタジオへ移行）
- ディースリー（2010年4月にディースリー・パブリッシャーと合併）
- エンターテインメント・ソフトウェア・パブリッシング（2010年4月にディースリー・パブリッシャーと合併）
- ナムコ・テイルズスタジオ（バンダイナムコゲームスに吸収合併後、バンダイナムコスタジオとして再編成）
- プロダクション リード（現・葦プロダクション）[* 8]
- 日活[* 9]
- イタリアントマト[* 10]
- セリウス[* 11]
- BNDeNA[* 12]
- アイウィル（ハイウェイスターに吸収合併）
- ランティス（2018年4月1日付でバンダイビジュアルを存続会社に合併し解散）
- アニメコンソーシアムジャパン[* 13]
- バンプレスト（2019年4月1日にBANDAI SPIRITSに吸収合併され解散）
- ウィズ（2019年4月1日にプレックスに吸収合併され解散）[* 14][12][13][14][15]
- VIBE（2021年3月31日解散）
- ハイウェイスター（2021年4月1日付で独立）
- バンダイナムコライツマーケティング（2022年4月1日付でバンダイナムコフィルムワークスに吸収合併され解散）
- バンダイナムコライブクリエイティブ[* 15]（2022年4月1日付でバンダイナムコミュージックライブに吸収合併され解散）
- サンライズミュージック[* 16]（2022年4月1日付でバンダイナムコミュージックライブに吸収合併され解散）
- かいかや（介護福祉事業、2022年3月31日付で会社解散）
- SUNRISE BEYOND（2024年4月1日付でバンダイナムコフィルムワークスに吸収合併され解散）
- シー・シー・ピー（2024年10月にデンキョーグループホールディングスへ全株式を売却）
- Evolving G（GUNDAM FACTORY YOKOHAMAの運営会社。2025年2月28日付で解散[16]）
- ピープル（2025年3月19日付で資本業務提携契約を解消[17]）
- バンダイナムコオンライン（2025年4月1日付でバンダイナムコエンターテインメントに吸収合併され解散）
- プレジャーキャスト（旧・バンプレストアミューズメント事業部。2025年4月1日付でバンダイナムコアミューズメントに吸収合併され解散）

## 主な大口取引先、業務提携先

### ゲームコンテンツ
- アークシステムワークス
- アートディンク
- アカツキ
- KADOKAWA
  - スパイク・チュンソフト
  - フロム・ソフトウェア
- カプコン
- ガンホー・オンライン・エンターテイメント
- KLab
- GREE
- コーエーテクモゲームス
- コナミグループ
  - コナミアミューズメント
- コロプラ
  - エイティング
  - MAGES.
- サイバーエージェント
  - QualiArts
  - Cygames
- スクウェア・エニックス
  - タイトー
- セガ
  - アトラス
  - セガ フェイブ
- ソニー・インタラクティブエンタテインメント
- DeNA
- DMM.com
  - EXNOA
- ディンプス
- テンセントゲームス
- ドリコム
- ナツメアタリ
- 日本マイクロソフト
- 任天堂
  - ポケモン
  - モノリスソフト
  - ワープスター
- ハムスター
- Phoenixx
- フリュー
- LINE
  - NHN PlayArt
- レベルファイブ

### 音楽・映像
- ADKホールディングス
  - ADKエモーションズ
  - 日本アドシステムズ
- 石森プロ
- ウォルト・ディズニー・ジャパン
- エイベックス
  - エイベックス・ピクチャーズ
- NBCユニバーサル・エンターテイメントジャパン
- KADOKAWA
  - ドワンゴ
- キングレコード
- シンエイ動画
- studioMOTHER
- セガ
  - トムス・エンタテインメント
- ソニー・ミュージックエンタテインメント
  - アニプレックス
    - A-1 Pictures
- タツノコプロ
- 円谷フィールズホールディングス
  - 円谷プロダクション
- つむぎ秋田アニメLab
- 電通
- 東映
  - 東映アニメーション
  - 東映エージエンシー
- 東宝
  - TOHO animation
- 東北新社
- 日本コロムビア（コロムビアハウス）
- 博報堂DYミュージック&ピクチャーズ
- ぴえろ
- ビクターエンタテインメント
  - フライングドッグ
- プロダクション・アイジー
- マーベラス
- ランドック・スタジオ
- ワーナー ブラザース ジャパン

### 出版
- 秋田書店
- KADOKAWA
  - KADOKAWA Game Linkage
  - 富士見書房
  - メディアファクトリー
- 講談社
  - 一迅社
- 小学館
  - 小学館集英社プロダクション
- 集英社
- 双葉社
- ポプラ社
- マッグガーデン

### 放送
- NHKエンタープライズ
- TBS
  - 毎日放送
- テレビ朝日
  - 朝日放送テレビ
    - ABCアニメーション

  - メ〜テレ
- テレビ東京
- TOKYO MX
- 日本テレビ
  - 読売テレビ
- 日本BS放送
- フジテレビ

### トイホビー
- アニメイト
- グッドスマイルカンパニー
- サンエックス
- サンリオ
- ブシロード

### 食品・製菓
- 第一パン
- 日本水産
- 日本マクドナルド
- プリマハム
- 丸大食品
- 丸美屋食品
- 森永製菓
- 山崎製パン